# Speedcubing
Speedcubing er en aktivitet, der omhandler løsningen af forskellige mekaniske pusle-opgaver kaldet cubes, hvilket som regel skal ske på kortest mulig tid. Den kendteste cube er Rubiks terning. Forskellige såkaldte cubere konkurrerer mod hinanden om at samle cuben hurtigst.

## Forskellige cubes
Der findes mange forskellige slags cubes, en af de mest kendte er Rubiks terning. Denne ternings popularitet er dog faldet siden starten af 1980'erne, hvor den var på alles læber. Siden da er der kommet nye og gammel klassikere frem igen. De såkaldte IQ Cubes er stadig populære den dag i dag, de bruges som firmagaver, til at hygge med familien eller af cubere til at konkurrere mod hinanden.

## Konkurrencer
World Cube Association (WCA) anderkender konkurrencer, som følger deres reglement og følger visse andre krav.
Verdensmesterkaber og kontinentale mesterskaber afholdes op til hvert andet år i henholdsvis lige og ulige år. Nationalmesterskaber afholdes op til årligt. Dansk Spedcubing Foreninghar afholdt Danmarksmesterskabet årligt siden 2008.